# Ángel Ayala
Ángel Ayala est un boxeur mexicain né le 11 mai 2000 à Texcoco.

## Carrière
Passé professionnel en 2019, il remporte le titre vacant de champion du monde des poids mouches IBF  après sa victoire par KO au 6e round contre Dave Apolinario le 9 août 2024 mais il est battu dès le combat suivant par Masamichi Yabuki le 29 mars 2025 par arrêt de l’arbitre au 12e round.